# Csárdaszállás
Csárdaszállás é um município da Hungria, situado no condado de Békés. Tem 54,16 km² de área e sua população em 2015 foi estimada em 360 habitantes.